# Publi Corneli Dolabel·la (procònsol)
Publi Corneli Dolabel·la (llatí: Publius Cornelius Dolabella) va ser un magistrat romà. Era fill del cònsol de l'any 10 aC Publi Corneli Dolabel·la.
Dolabel·la va ser nomenat procònsol d'Àfrica durant el regnat de Tiberi (anys 23 i 24) i en el seu govern va obtenir una completa victòria sobre el rei númida Tacfarines. Però, encara que havia estat un adulador de Tiberi aquest no li va concedir els honors del triomf, per evitar que l'administració del governador anterior, Quint Juni Bles, que era oncle de Sejà, quedés enfosquida per aquest èxit.
L'any 27 va cooperar amb Domici Afer en l'acusació contra el seu propi parent Quintili Var.